# Melanagromyza heatoni
Melanagromyza heatoni är en tvåvingeart som beskrevs av Spencer 1990. Melanagromyza heatoni ingår i släktet Melanagromyza och familjen minerarflugor.
Artens utbredningsområde är Kenya. Inga underarter finns listade i Catalogue of Life.